# Lumea lui Bobby
Lumea lui Bobby (engleză Bobby's World) este un desen animat ce a fost difuzat între 1990 și 1998 pe Fox Kids. Serialul este despre viața unui copil numit Bobby Generic și despre cum vede el lumea. Seria a fost creată de actorul-comedian Howie Mandel. De asemenea, Mandel joacă vocea lui Bobby și a tatălui său, Howard Generic. Serialul a fost produs de Film Roman pentru Alevy Productions și Fox Kids. Tema muzicală a fost compusă de John Tesh împreună cu Michael Hanna.
În România, serialul a avut premiera în 1998, pe Fox Kids. La 1 ianuarie 2005 a fost mutat pe Jetix, după ce Fox Kids a fost inlocuit de Jetix. În 2007, a fost scos de pe Jetix și mutat pe Jetix Play, până când a fost închis.

## Personajele
- Bobby Generic – băiatul de 4 ani (vocea - Mandel)
- Howard Generic – tatăl lui Bobby
- Martha Generic – mama lui Bobby
- Kelly Generic – sora mai mare a lui Bobby, 14 ani
- Derek Generic – fratele lui Bobby, 10 ani
- Gemenii Generic
- Mătușa Ruth – mătușa lui Bobby
- Unchiul Ted – unchiul lui Bobby
- Roger – câinele familiei Generic
- Jackie – vecina/colega lui Bobby

## Adrese externe
- en BobbysWorld.net
- Lumea lui Bobby la Internet Movie Database
- en Bobby's World la TV.com
- Vizualizeaza episoade din Lumea lui Bobby online
- en Bobby's World la Don Markstein's Toonopedia
- en Bobby's World la Kabillion.com Arhivat în 16 iulie 2009, la Wayback Machine.